# 마이크 그래디 (야구인)
마이클 윌리엄 그래디(Michael William Grady, 1869년 12월 23일 ~ 1943년 12월 3일)는 미국의 전 프로 야구 선수이자 심판이다. 1890년대와 1900년대에 메이저 리그 베이스볼 (MLB)에서 포수, 1루수로 활약하였다. 11시즌 동안 필라델피아 필리스, 세인트루이스 브라운스, 뉴욕 자이언츠, 워싱턴 세너터스, 세인트루이스 카디널스에서 뛰었다. 통산 922경기에 출전해 884안타, 35홈런, 461타점, 489득점, 114도루, .294의 타율을 기록하였다.